# Strabomantis
Az Strabomantis  a kétéltűek (Amphibia) osztályába, a békák (Anura) rendjébe és a Craugastoridae családba, azon belül a Craugastorinae alcsaládba tartozó nem.

## Előfordulása
A nembe tartozó fajok Costa Ricától Venezualán, Ecuadoron, Peru keleti részén át Brazília nyugati részéig, párás, trópusi éghajlaton  honosak.

## Taxonómiai helyzete
A nemet egyes források továbbra is a Strabomantidae családba sorolják. Egykor az ide tartozó békafajok a nagy méretű Eleutherodactylus nembe tartoztak.

## Rendszerezés
A nembe az alábbi fajok tartoznak:
- Strabomantis anatipes (Lynch & Myers, 1983)
- Strabomantis anomalus (Boulenger, 1898)
- Strabomantis biporcatus Peters, 1863
- Strabomantis bufoniformis (Boulenger, 1896)
- Strabomantis cadenai (Lynch, 1986)
- Strabomantis cerastes (Lynch, 1975)
- Strabomantis cheiroplethus (Lynch, 1990)
- Strabomantis cornutus (Jiménez de la Espada, 1870)
- Strabomantis helonotus (Lynch, 1975)
- Strabomantis ingeri (Cochran & Goin, 1961)
- Strabomantis laticorpus (Myers & Lynch, 1997)
- Strabomantis necerus (Lynch, 1975)
- Strabomantis necopinus (Lynch, 1997)
- Strabomantis ruizi (Lynch, 1981)
- Strabomantis sulcatus (Cope, 1874)
- Strabomantis zygodactylus (Lynch & Myers, 1983)